# Základní zákon: Kneset
Základní zákon: Kneset (hebrejsky (חוק יסוד: הכנסת‎ je základním zákonem Izraele, který upravuje pravomoci Knesetu, izraelského parlamentu, a pravidla, podle kterých je Kneset volen. Zákon byl přijat v roce 1958 a novelizován v roce 1987.
Zákon o Knesetu mimo jiné stanoví, že sídlem Knesetu je Jeruzalém a že se Kneset skládá ze sto dvaceti členů volených poměrným volebním systémem na čtyřleté volební období.

## Podstatná ustanovení zákona
Níže uvedené jsou vybrané pasáže zákona o Knesetu:
- 1: „Kneset je parlamentem Státu Izrael.“
- 2: „Sídlem Knesetu je Jeruzalém.“
- 5: „Každý izraelský občan starší osmnácti let je oprávněn volit do Knesetu, pokud jej soud takového práva nezbavil (…)“
- 8: „Funkční období Knesetu je čtyřleté ode dne jeho zvolení.“
- 27: „Zasedání Knesetu je veřejné.“